# 竹下栄梨子
竹下 栄梨子（たけした えりこ）は、AZ office所属の日本のフリーアナウンサー。

## 来歴
- 東京都出身。成城大学文芸学部マスコミ学科卒業。 NHK福井放送局契約キャスターとして活躍後、フリーに転出。

- 趣味：バーゲン、物産展、お酒、スポーツ観戦、絶叫マシーン

- 特技：グランドホッケー、バレーボール、マラソン、登山

- 資格：建設機械特別教育修了証、日本酒利酒師呼称資格認定

## 主な出演番組

### テレビ
- ちばフロンティア21 （千葉テレビ）
- いきいきヤング （千葉テレビ）
- ショーウィンドウ （テレビ朝日）
- たてながHAMA天国 （テレビ神奈川）
- スターどっきり㊙報告 （フジテレビ）
- ほやほや情報BOX （NHK福井）
- イブニングネットワークふくい （NHK福井)

### ラジオ
- 中村尚登 ニュースプラザ （TBSラジオ）
- 日本列島ほっと通信 （TBSラジオ）
- エモーショナル・ビート （TOKYO-FM）
- アフタヌーン・ブリーズ (TOKYO-FM)
- 音楽伝説 (JFM)